# Parque de Belleville

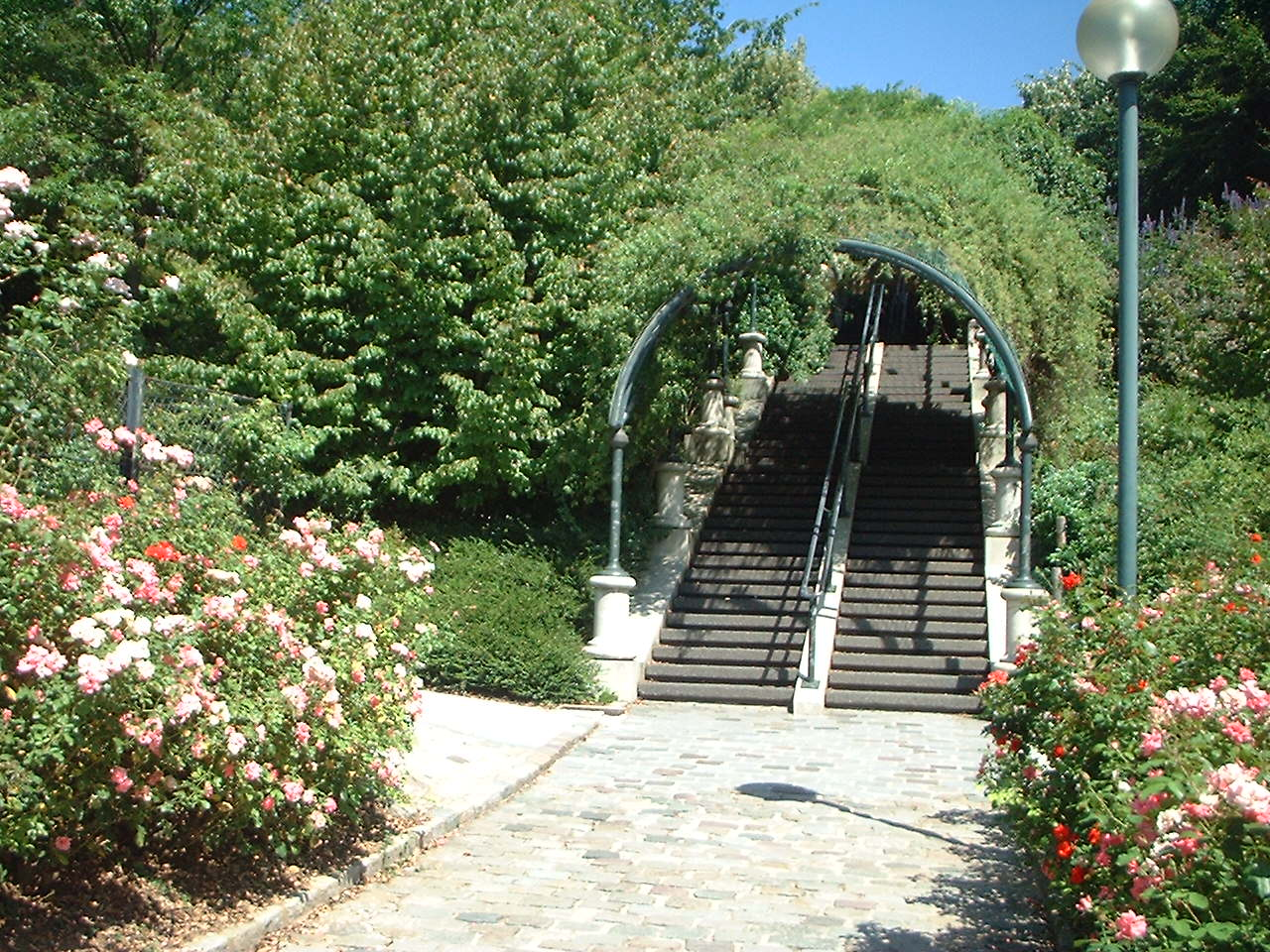
El parque de Belleville

El parque de Belleville es uno de los parques y jardines del XX Distrito de París, con una superficie de superficie de 45 000 m², situado a medio camino entre el Parque des Buttes-Chaumont y el  cementerio del Père-Lachaise.

## Descripción

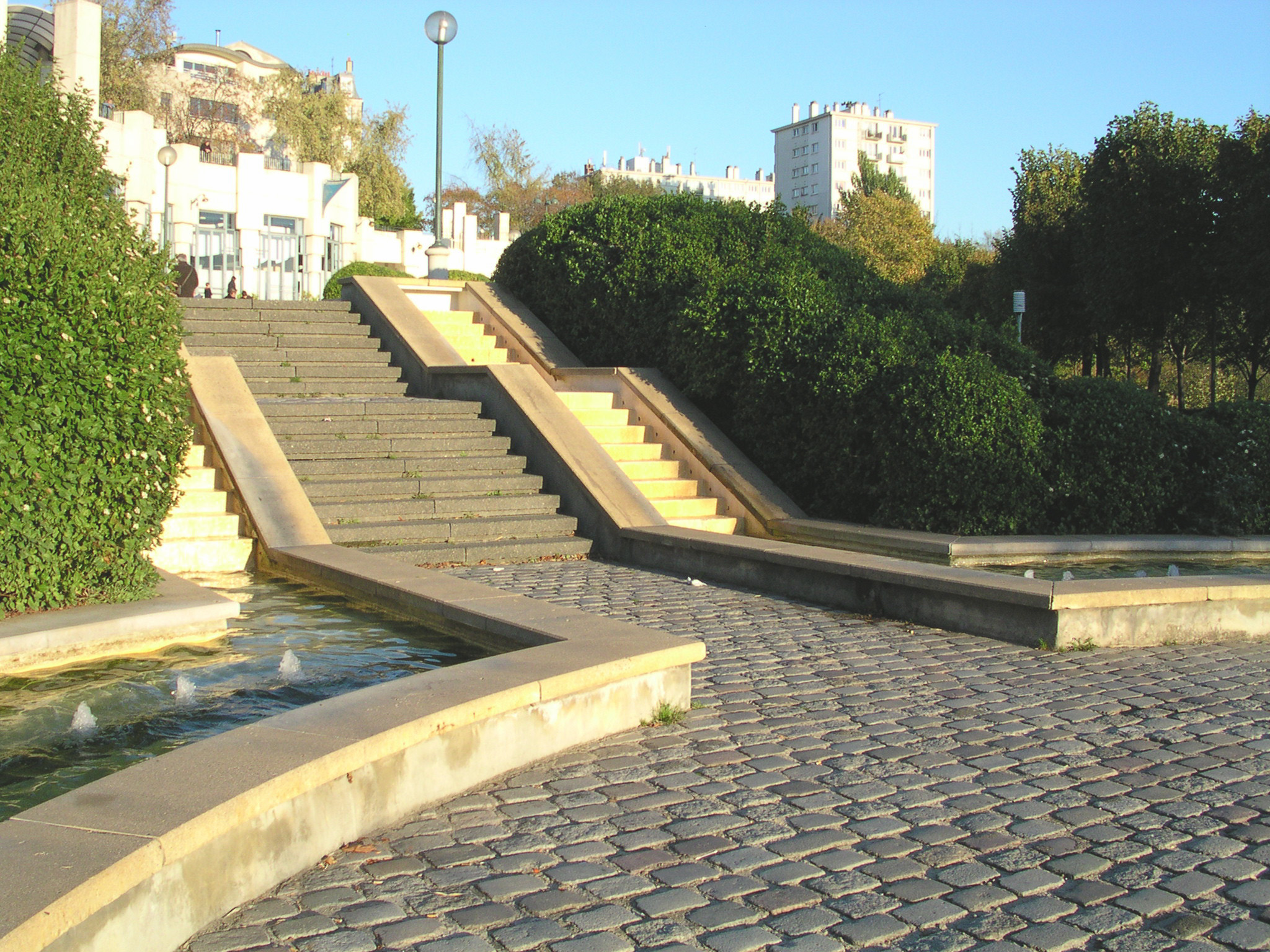
La fuente

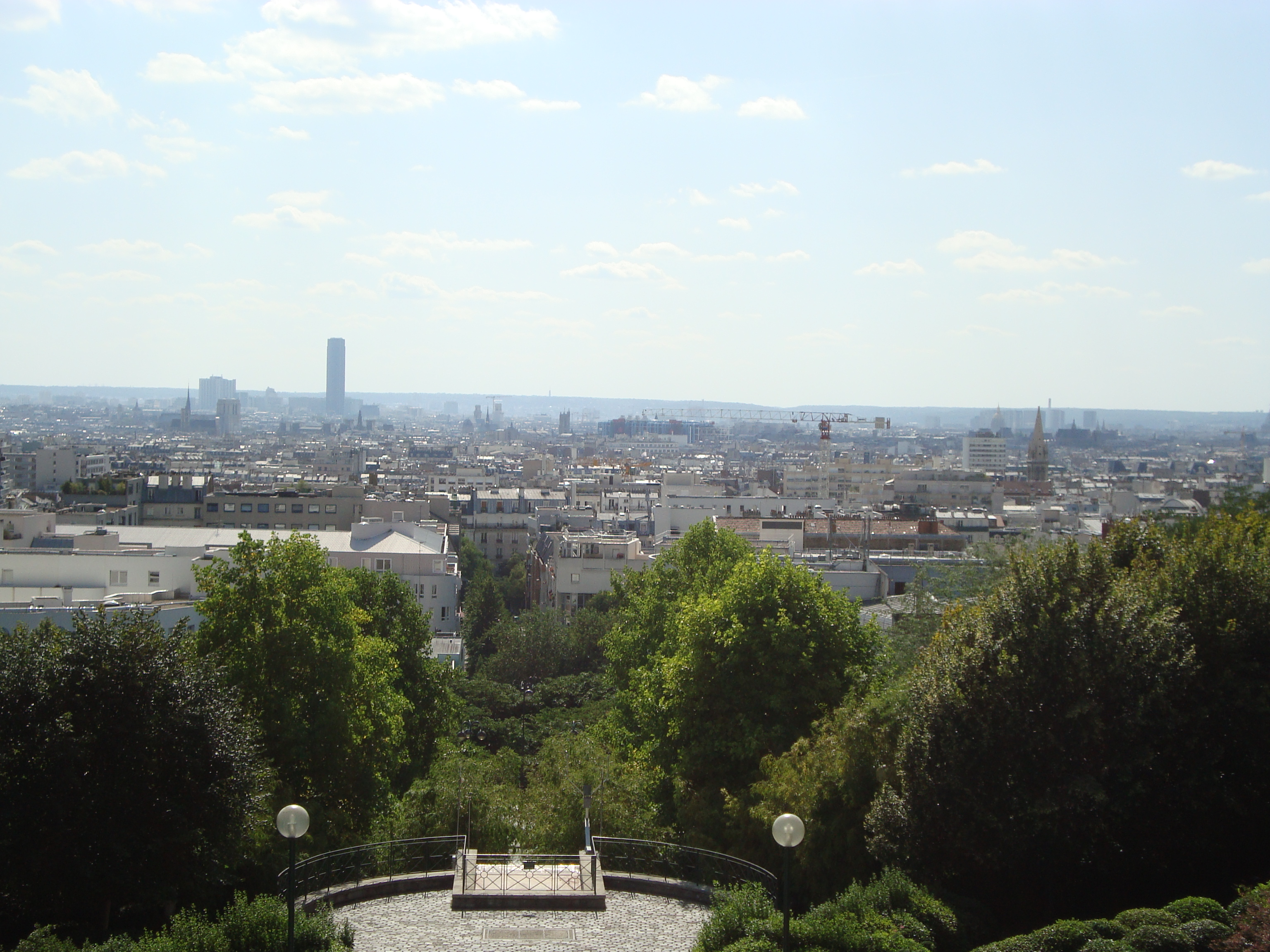
La vista de París en la parte superior del parque desde la calle Envierges.

El parque de Bellaville está instalado sobre la colina de  Belleville que culmina a 108 metros de altitud. Una terraza en la parte superior del parque ofrece una vista panorámica sobre la ciudad de París . El parque fue diseñado por el arquitecto François Debulois y por la cooperativa de paisaje API dirigida por el arquitecto paisajista Michel Viollet. Fue inaugurado en 1988 .
Con 1200 árboles y arbustos, plantas vivaces, plantas de vid y las rosas , el parque es una realización de la ciudad de París.  Hay también algunos viñedos en memoria de las culturas y las festividades del pasado.
El parque también ofrece una fuente con una cascada de 100 metros de largo que corre por la colina y 1000 metros cuadrados de césped . También hay un parque infantil para los niños con un pueblo de madera, tenis de mesa y un teatro al aire libre. Después de un largo cierre debido a la inestabilidad del suelo , esta zona fue abierta a principios de 2008.
Por último Belleville Park alberga la casa del aire , un espacio educativo diseñado para educar a los visitantes sobre la importancia del aire y los problemas de contaminación. 

## Historia
Dominio Real durante los Merovingios, la colina a lo largo del tiempo ha sido dedicada al cultivo agrícola donde sobre todo sobresalen los viñedos para la producción del vino de la piqueta, un vino joven y ligeramente espumoso. La festividad de Mardi Gras se celebró hasta  1838 , con borracheras increíbles y excesos de todo tipo. 
La colina de Belleville fue el marco de una de una sangrienta batalla el 30 de marzo de 1814 cuando 120 mil hombres de los ejércitos rusos pasaron a sangre y fuego las localidades de Montreuil, La Villette y la Chapelle .
La apertura de una cantera de yeso en el siglo XIX atrajo a una población de trabajadores estacionales, que regresaban para la cosecha de verano de sus cultivos. Con el cierre de la cantera, el área se convirtió en peligrosa  y se ha rediseñado, con edificios modernos en el siglo XX.

## Accesos

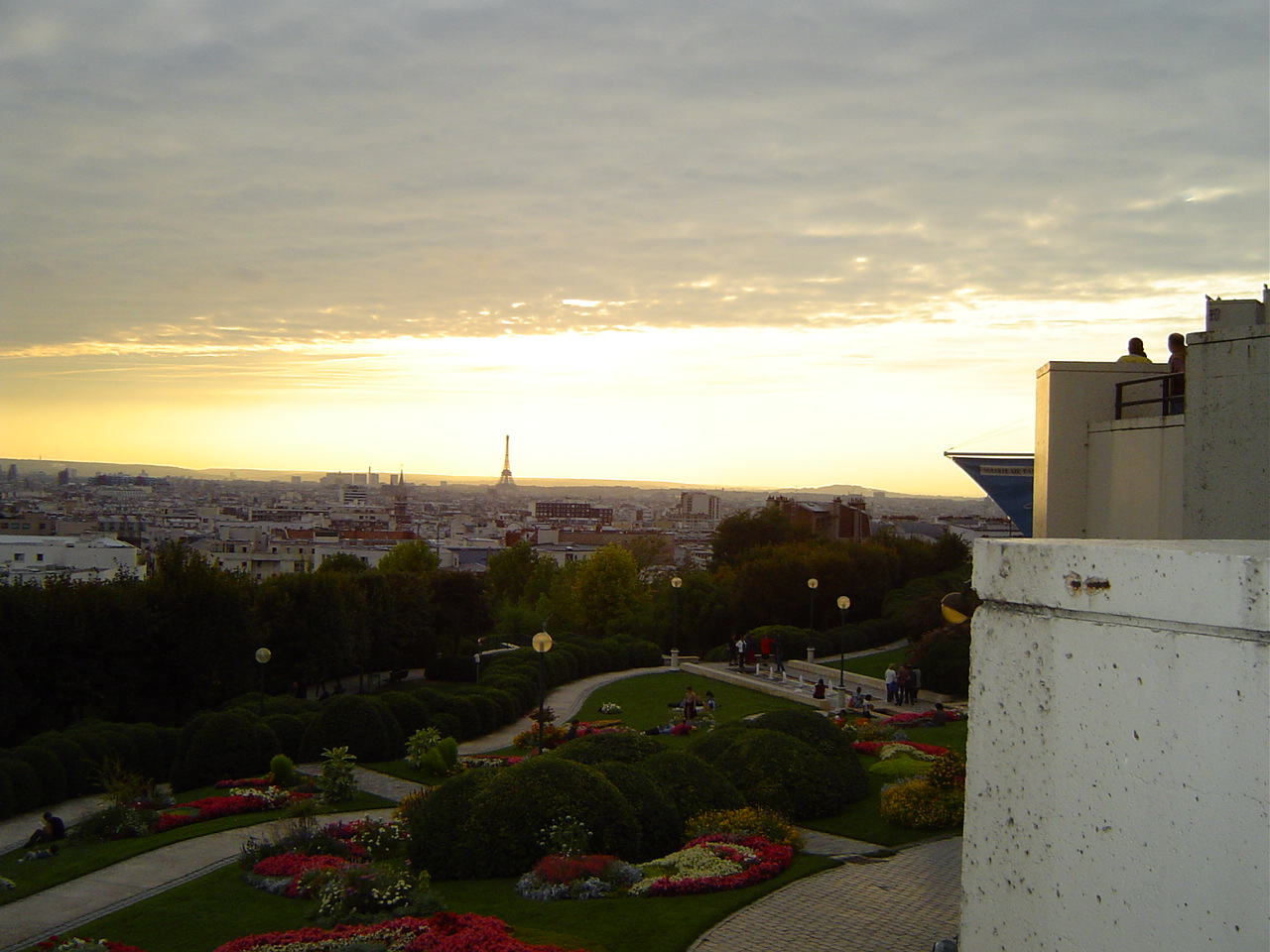
Atardecer en París desde el Parque de Belleville

El parque dispone de accesos desde las siguientes calles de París:
- Rue des Couronnes
- Rue des Envierges
- Rue Piat
- Rue Julien-Lacroix
- Rue Jouye-Rouve

 -  Línea 11 - Pyrénées , Belleville
 Línea 2 Couronnes , Belleville

## Filmografía
- París de Cédric Klapisch (al comienzo de la película, escena en la que Juliette Binoche está con sus hijos y, observa París, desde el parque)[3]
- Le ballon rouge de Albert Lamorisse (antes de que el parque fuese creado)[4]
- Demi tarif de Isild Le Besco secuencias con las fuentes del parque.[5]
- Les Rendez-vous de Paris de Eric Rohmer (segundo sketch)